# Ernst Gottfried Baldinger
Pour les articles homonymes, voir Baldinger.
Ernst Gottfried Baldinger, né le 13 mai 1738 à Großvargula et mort le 21 janvier 1804 à Marbourg, est un médecin allemand.

## Biographie
Il étudie la médecine à Erfurt, Halle et Iéna et obtient son doctorat en médecine en 1760 sous la direction d'Ernst Anton Nicolai et en 1761 se voit confier la direction des hôpitaux militaires liés au campement prussien près de Torgau.
Il publie un traité en 1765, De Militum Morbis, qui rencontre un accueil favorable. En 1768, il devient professeur de médecine à Iéna, poste qu'il quitte en 1773 pour Göttingen, et en 1785, s'installe à Marbourg, où il meurt d'apoplexie le 21 janvier 1804.
Il a eu de nombreux élèves dont : Johann Christian Gottlieb Ackermann, Johann Friedrich Blumenbach, Samuel Thomas von Sömmerring, Albrecht Thaer, ou encore Johann Christian Wiegleb (de). Il a écrit environ 84 traités distincts, en plus de nombreux articles dispersés dans diverses collections et revues. Il a aussi été un correspondant de Carl von Linné et est l'auteur de quelques noms de plantes. Il a été l'éditeur due l' Auszüge aus den neuesten Dissertationen über die Naturlehre, Arzneiwissenschaft und alle Theile derselben.